# خوان بوتاسو
خوان بوتاسو (بالإسبانية: Juan Botasso)‏ (23 أكتوبر 1908 – 5 أكتوبر 1950) لاعب كرة قدم أرجنتيني . شارك في مركز حارس مرمى مع منتخب بلاده الأرجنتين في المباراة النهائية لبطولة كأس العالم لكرة القدم 1930 التي أقيمت في الأوروغواي والتي خسرها من المستضيف 2-4.
بدأ بوتاسو مسيرته الرياضية في نادي أرجنتينو دي كويلمس سنة 1927 وبعد نهاية بطولة كأس العالم انتقل إلى نادي راسينغ حتى سنة 1938 حيث عاد لناديه الأول الذي كان يومها يلعب في الدرجة الثانية .

## وصلات خارجية
- خوان بوتاسو على موقع الاتحاد الدولي (مؤرشف)  (الإنجليزية)
- خوان بوتاسو على موقع قاعدة بيانات كرة القدم.إي يو (الإنجليزية)
- خوان بوتاسو على موقع ناشيونال فوتبول تيمز (الإنجليزية)
- خوان بوتاسو على موقع عالم كرة القدم.نت (الإنجليزية)
- هذه سيرته في نادي أرجنتينو دي كويلمس
- بوكا جونيورز ضد راسينغ من 1931 إلى 1938